# Sharon den Adel
Sharon Janny den Adel (Waddinxveen, 12 de julho de 1974) é uma cantora e compositora holandesa, além de vocalista da banda de metal sinfônico Within Temptation. Ela está envolvida na música desde seus 14 anos e foi um dos membros fundadores do grupo sinfônico juntamente com seu marido Robert Westerholt em 1996.

## Biografia
Sharon estudou moda, inclusive tendo trabalhado como administradora em uma empresa do setor fashion durante 3 anos, mas foi a música que a levou ao reconhecimento internacional. Foi quando, deixando para trás seu antigo trabalho, trocou a administração e a moda pelo canto.
Oriunda de tradição coral - foi coralista em um grupo coral neerlandês durante um bom tempo -, em 1996, Sharon den Adel, ao lado de seu marido (o instrumentista Robert Westerholt, com quem é casada até hoje), fundou a banda de symphonic metal Within Temptation.
Em seus 12 anos junto do Within Temptation, Sharon já lançou 26 álbuns (uma média de 1 álbum a cada semestre), a saber: os álbuns de estúdio Enter, de 1997, Mother Earth, de 2001, The Silent Force, de 2004, e The Heart of Everything, de 2007; os EP The Dance, de 1998, Angels, de 2005, The Howling, Frozen e All I Need, os três de 2007; os singles "Restless", de 1997, "Our Farewell", de 2000, "Ice Queen", de 2001, "Mother Earth" e "Running Up That Hill", ambos de 2003, "Stand My Ground", de 2004, "Memories" e "Angels", de 2005, "What Have You Done", "Frozen", "The Howling" e "All I Need", os quatro de 2007, "Forgiven", de "2008"; e os DVDs DVD-Single Mother Earth - Live in France, de 2002, Mother Earth Tour, de 2003, The Silent Force Tour, de 2005, Black Symphony, de 2008, An Acoustic Night at the Theatre, de 2009 e "The Unforgiving", de 2011, cuja turnê decorrente do grupo é homônima.
Ao longo de sua carreira, o Within Temptation já vendeu mais de 1,5 milhões de álbuns, entre CDs e DVDs, não só na Holanda, mas em todo o mundo, firmando-se, hoje, como uma das maiores bandas internacionais de metal sinfônico.

## Discografia

### Colaborações e participações
Sharon den Adel tem colaborado no palco e no estúdio com vários artistas notáveis, incluindo Tarja Turunen, Armin van Buuren, After Forever, De Heideroosjes, Oomph !, Delain, Agua de Annique e Anneke van Giersbergen. Ela cantou a parte de Anna Held em projetos Avantasia de Tobias Sammet, e a parte da índia na ópera rock do Ayreon, Into the Electric Castle. Ela cantou os vocais de uma música de Timo Tolkki: "Are you the one", Co-escreveu e desde os vocais para a faixa "In And Out Of Love" de 2008 álbum de Armin van Buuren, "Imagine", e cantou na faixa "No Compliance "para o álbum de Delain (Lucidity), bem como trabalhou com o Voyage (banda) na faixa" Frozen "(para não ser confundido com a música Within Temptation do mesmo título). Na edição de 2009 do Night of the Proms festival, den Adel fez uma aparição durante a execução de John Miles em "Stairway to Heaven".
No final de 2012, Sharon fez uma aparição em uma campanha de caridade feita por um estação de rádio belga para arrecadar dinheiro para crianças cantando o refrão da canção "het Meneer Konijn" entre outras celebridades belgas. A canção também atingiu #1 em os Gráficos Bélgica.
| Ano  | Título                           | Artista                    | Álbum                                                               |
| ---- | -------------------------------- | -------------------------- | ------------------------------------------------------------------- |
| 1996 | "Frozen"                         | Voyage                     | Embrace                                                             |
| 1997 | "Hear"                           | Silicon Head               | Bash                                                                |
| 1998 | "Isis & Osiris"                  | Ayreon                     | Into the Electric Castle                                            |
| 1998 | "Amazing Flight"                 | Ayreon                     | Into the Electric Castle                                            |
| 1998 | "The Decision Tree"              | Ayreon                     | Into the Electric Castle                                            |
| 1998 | "Tunnel of Light"                | Ayreon                     | Into the Electric Castle                                            |
| 1998 | "The Garden of Emotions"         | Ayreon                     | Into the Electric Castle                                            |
| 1998 | "Cosmic Fusion"                  | Ayreon                     | Into the Electric Castle                                            |
| 1998 | "Another Time, Another Space"    | Ayreon                     | Into the Electric Castle                                            |
| 1999 | "Regular Day in Bosnia"          | De Heideroosjes            | Schizo                                                              |
| 2000 | "Beyond Me"                      | After Forever              | Prison of Desire                                                    |
| 2000 | "Farewell"                       | Avantasia                  | The Metal Opera The Metal Opera: Pt 1 & 2 - Gold Edition[A]         |
| 2000 | "Behold"                         | Orphanage                  | Inside                                                              |
| 2000 | "Fly"                            | Paralysis                  | Architecture of the Imagination                                     |
| 2000 | "Architeture of the Imagination" | Paralysis                  | Architecture of the Imagination                                     |
| 2001 | "Last Call to Humanity"          | De Heideroosjes            | Fast Forward                                                        |
| 2002 | "Time"                           | Aemen                      | Fooly Dressed                                                       |
| 2002 | "Waltz"                          | Aemen                      | Fooly Dressed                                                       |
| 2002 | "Into the Unknown"               | Avantasia                  | The Metal Opera Part II The Metal Opera: Pt 1 & 2 - Gold Edition[A] |
| 2002 | "Are You the One?"               | Timo Tolkki                | Hymn to Life                                                        |
| 2005 | "Candy"                          | De Heideroosjes            | —[B]                                                                |
| 2006 | "No Compliance"                  | Delain (com Marco Hietala) | Lucidity                                                            |
| 2008 | "In and Out of Love"             | Armin van Buuren           | Imagine                                                             |
| 2009 | "Somewhere"[C]                   | Agua de Annique            | Pure Air                                                            |
| 2009 | "Stairway to Heaven"             | John Miles, Katona Twins   | Night of the Proms[D]                                               |
| 2010 | "Land Ahead"                     | Oomph!                     | Truth or Dare                                                       |
| 2011 | "Keep Breathing"                 | Ruud Jolie                 | For All We Know                                                     |
| 2012 | "Nostradamus"                    | Coeverduh                  | Wesley Against Society                                              |
| 2012 | "Between Two Worlds And I"       | Leander Rising             | Heart Tamer                                                         |
| 2012 | "Het Meneer Konijn Lied"         | Various artists            | De Vrienden Van Meneer Konijn                                       |
| 2013 | "Shine"                          | Avalon                     | The Land of New Hope                                                |
| 2013 | "No Compliance"                  | Delain                     | Metal Female Voices Fest 2013[E]                                    |
| 2013 | "Restless"                       | Delain                     | Metal Female Voices Fest 2013[E]                                    |
| 2014 | "Hier"                           | Ali B                      | Ali B en de Muziekkaravaan                                          |
| 2016 | "Isle of Evermore"               | Avantasia                  | Ghostlights                                                         |
| 2019 |                                  |                            |                                                                     |

- A↑  Edição especial lançada posteriormente.
- B↑  Aparição especial no Pinkpop Festival.
- C↑  Cover de uma faixa do Within Temptation, originalmente do álbum The Silent Force.
- D↑  Regravação especial da canção para o Night of the Proms de 2009 na Holanda.
- E↑  Aparição especial no Metal Female Voices Fest.